# هرمان شوان
هرمان شوان (آلمانی: Herman P. Schwan؛ ۷ اوت ۱۹۱۵ – ۱۷ مارس ۲۰۰۵) دانشمند اهل آلمان بود.
وی همچنین برندهٔ جوایزی همچون مدال ادیسون انجمن مهندسان برق و الکترونیک شده است.